# فروشگاه فردوسی
فروشگاه زنجیره‌ای فردوسی نخستین فروشگاهی زنجیره‌ای در ایران بود که در ۱۳۳۶ افتتاح شد. این فروشگاه نخستین دیپارتمنت استور ایران و نخستین فروشگاه بزرگیست که به سبک اروپایی با مباشرت دولت با هدف ایجاد یک شبکهٔ زنجیره‌ای ایجاد شد. این فروشگاه از مظاهر زندگی آمریکایی بود که در دورهٔ محمدرضا شاه پهلوی تبلیغ می‌شد.

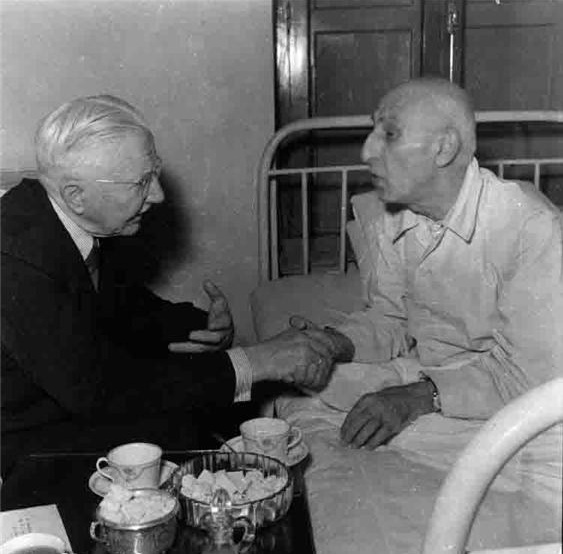
دیدار مصدق با یالمار شاخت

از توصیه‌های یالمار شاخت، اقتصاددان آلمانی به مصدق در سفر به ایران به دعوت علی اکبر داور، تأسیس فروشگاه‌های بزرگ بود. فردوسی نخستین فروشگاه افتتاح شده به این سبک بود. به اعتقاد علینقی خاموشی، فروشگاه‌های فردوسی و کوروش (که توسط بخش خصوصی تأسیس شده بود) به دلیل عادت کردن نظام توزیع ایران به شکل سنتی بازار درجا زدند.
دولت در سال ۱۳۴۰ کل سهام این فروشگاه را خریداری کرد. دولت به سازمان‌های دولتی دستور داده بود خریدهای خود را از این فروشگاه انجام بدهند. این فروشگاه تز خود را مبارزه با گرانی و تثبیت قیمت‌ها اعلام کرده بود. این فروشگاه در Diners Club عضویت داشت.
این شرکت در سال ۱۳۵۱ طبق قانون تشکیل سازمان تعاون مصرف شهر و روستا و انحلال شرکت سهامی فروشگاه فردوسی مصوب مجلس شورای ملی، منحل و به فروشگاه شهر و روستا بدل شد.